# Le Monastier-sur-Gazeille
Le Monastier-sur-Gazeille är en kommun i departementet Haute-Loire i regionen Auvergne-Rhône-Alpes i centrala Frankrike. Kommunen ligger i kantonen Le Monastier-sur-Gazeille som tillhör arrondissementet Le Puy-en-Velay. År 2022 hade Le Monastier-sur-Gazeille 1 773 invånare.

## Befolkningsutveckling
Antalet invånare i kommunen Le Monastier-sur-Gazeille
| Referens: INSEE |